# قوس B2
القوس B2 سحابة جزيئية عملاقة من الغاز والغبار، تقع على بعد حوالي (120) فرسخ فلكي (390) سنه ضوئية من مركز مجرة درب التبانة. هذا المجمع هو أكبر سحابة جزيئية في المجرة، التي تغطي منطقة تمتد حوالي (45) فرسخ فلكي (150) سنه ضوئية. تقدّر مجمل كتلته بحوالي 3 ملايين مرة أكبر من كتله الشمس، وهذا يعني أن كثافة الهيدروجين داخل السحابة 3000 ذرة في السنتيميتر المربع، أي عبارة عن 20-40 مرة أكثر كثافة من السحابة الجزيئية نموذجية.